# Elpide
Elpide, nota anche come Elphe o Elpis (Messina, V secolo d.C. – Roma, 504), è stata una poetessa latina, prima moglie di Severino Boezio. A lei sono tradizionalmente attribuiti due inni di lode agli apostoli Pietro e Paolo.

## Biografia
Celebre nei secoli passati, Elpide viene citata da numerosi storici, tra cui Giraldus Cambrensis, Jacopo da Varazze, Cesare Baronio, Vòssio, Louis Moréri, nonché i siciliani Giuseppe Buonfiglio, Antonio Mongitore, Silvestro Maurolico e Placido Reina. Presentata come dotta poetessa e donna di grandi virtù e pietà, Elpide è stata indicata da alcuni storici come figlia del senatore romano Simmaco, mentre da altri, tra cui Arnaldo Wion e Giampietro Villidicani, come figlia del nobile Tito Annio Placido e sorella di Faustina, che fu la madre del santo martire Placido.
Tra il XVII ed il XVIII secolo sorse una disputa tra Palermo e Messina in merito al luogo di nascita di Elpide. In tale disputa particolarmente agguerriti furono i messinesi. A Messina, infatti, già dal XV secolo si era affermata una tradizione letteraria che identificava in Elpide non solo la prima moglie di Severino Boezio, ma anche una discendente della Gens Octavia e sorella della madre di san Placido, la nativa di Messina Faustina. Secondo il racconto consolidato, nel 1643 a Palermo, presso il Collegio Massimo dei Gesuiti (oggi sede della Biblioteca centrale della Regione Siciliana), fu ritrovato un bassorilievo raffigurante Elpide. A scoprirlo fu il messinese Mario Caridi. Dopo il ritrovamento del bassorilievo, il Senato di Messina, forte della suddetta tradizione inaugurata nel XV secolo, chiese ed ottenne il trasferimento dello stesso nella città dello Stretto. Giunta a Messina, l'opera fu collocata nel Palazzo Senatorio, accompagnata da un'iscrizione che indicava in Messina la città natale di Elpide. Alcuni palermitani però non mancarono di contestare l'appropriazione di Elpide da parte della città di Messina. Secondo un autore rimasto anonimo (potrebbe trattarsi di Vincenzo Auria) Elpide sarebbe stata una nativa di Palermo, città nella quale avrebbe soggiornato a lungo Severino Boezio. L'anonimo palermitano continuava il proprio racconto affermando che Elpide sarebbe stata autrice di opere filosofiche che il marito si attribuì.
Al di là delle diatribe sul luogo di nascita, pare certo che Elpide abbia vissuto nella seconda metà del V secolo, morendo nel 504, probabilmente a Roma, città nella quale si trovava il suo epitaffio, posto sul portico dell'antica basilica di San Pietro in Vaticano e poi, secondo la tradizione, trasferito nella basilica di San Pietro in Ciel d'Oro a Pavia, luogo di sepoltura del marito. È proprio grazie all'epitaffio di Elpide, secondo alcuni storici da lei stessa composto, che apprendiamo che essa fu «Siculae regionis alumna», cioè nata o comunque allevata in Sicilia.

## Gli inni
A Elpide sono tradizionalmente attribuiti due inni sacri dedicati ai santi Pietro e Paolo ed utilizzati nei breviari antichi, il Felix per omnes e l'Aurea Lux. Tra coloro che attribuirono ad Elpide i suddetti inni vi fu il cardinale poi proclamato santo Giuseppe Maria Tomasi. Basandosi su questi due inni, il poeta spagnolo Lope de Vega sostenne che si deve ad Elpide l'invenzione dell'eptasillabo.
| Felix per omnes | Aurea Luce |
| --- | --- |
| Angol non è del mondo Che in questo dì di doppie palme misto Di Pietro, e Paolo lieto non festeggi, I quai col sangue mondo Sacrati, che dal corpo uscìo di Cristo, Premon di Chiesa Santa i primi seggi. Son questi le due Olive, E i vaghi Candelier, che in faccia a Dio Mandan le chiare lor eterne luci Lumiere ognora vive Son di là su: sciolgono il laccio rio, E per le vie del Ciel ci fanno i Duci. Col suon di lor favella Le porte fatte di smeraldi, e d’oro Chiuder ponno od aprir, e le divine Belle stanze di quella Magion: chiave è del Ciel la lingua loro, E le larve, oltre caccia ogni confine. Di catene ( oh stupore!) Mercè del Ciel Pietro vi ruppe i lacci, Custode dell’Ovil, comun maestro, Del bel Gregge Pastore: Ei le sue pecorelle ai crudi impacci Toglie dé lupi coraggioso, e destro. Quel ch’egli in su la terra Forte v’allaccia, sia legato ancora Là sovra agli Altri: e là più sciolto resta Quel, che quaggiù disserra: Ei giudice d’ognun sedrà in quell’ora, Che ogni piaggia arderà fiamma funesta. Paolo va lui del paro Maestro delle genti, e vaso eletto Compagno nella morte, e in la Vittoria. Ognun di splendore chiaro Alluma e terra, e Ciel col bel suo aspetto, Eterno del Chiesa, e Duce, e Gloria. Ben tu, Roma felice, Tinta del chiaro sangue ora ti godi di due sì grandi, ed onorati Eroi, Non ha ‘l Mondo Pendice Che a te venga del par, non per tue lodi: Solo per merito de’ custodi tuoi. Dunque voi, gloriose Alme di Pietro, e Paolo, eletti Gigli, Dela corte del Ciel forti Campioni Deh non ci sìen nascose Le grazie vostre, e dai mortai perigli Scevri n’andiam, alle del Ciel magioni. Gloria a Dio Padre eterna, Onor, e impero a Te, Figlio divino, Potestà al Santo Spirito ognor si dia: In quella alta superna E in questa bassa fede all’uno, e trino Nume immortal per sempre, e così sia. | Di bella eterna luce, E di color vermiglio, astri gemelli, In questo dì, che le serrate porte, Mercè di vostra gloriosa morte, Di perdon apre ai peccator rubelli, E terra, e Ciel riluce. Portinajo del Cielo, E maestro del Secol folle, e rio, Ambidue de’ mortai giudici, e guide, L’uno, e l’altro di voi alto s’affide; Or che la Croce al’un rapìo La spada il terren vela Di supplichevol core Clemente odi le preci, e i lacci rei, Con quella man ricca di tal virtude Sciolgi, che a tutti il Cielo e terra, e schiude Tu con la tua voce l’Alme o danni, o bei O Pietro almo pastore. Correggi gli usi nostri, Paolo maestro, e fa, che nostra mente Poggi felice ale magion celesti; Finché la su voliam rapidi, e presti Scevri dala rìa salma, e chiaramente Qual è Dio ci si mostri. O germogli d’Oliva, Cresciuti al paro, e di bei frutti carchi, Deh fede, e speme, ognora ci mantenga: Né mai la doppia Carità si spenga, Onde quando sarem del corpo scarchi, Vita godiam giuliva. Ognora a Dio si dia Diviso in tre persone, uno in essenza Onor, e gloria, e potestate eterna. Egli è, che creò ‘l tutto, E che ‘l governa Né passò mai, né passa di lui senza Il tempo, e così sia. |